# Mylopharodon conocephalus
Mylopharodon conocephalus, auch Hardhead oder Sacramento Blackfish, ist ein Karpfenfisch aus Nordamerika.

## Systematik
Mylopharodon conocephalus wurde vormals 1854 im San Joaquin River fälschlich als Gila conocephala beschrieben und dann wieder in Mylopharodon robustus umbenannt.
Obwohl Mylopharodon robustus dann wieder als eigenständige Art klassifiziert wurde, handelt es sich bei Mylopharodon gemäß Jordan jedoch um eine monotypische Gattung. Erst 1991 brachten elektrophoretische Untersuchungen von Avise und Ayala, sowie morphometrische Analysen von Mayden et al. die Erkenntnis, dass Mylopharodon conocephalus zwar mit dem Sacramento Squawfish verwandt ist, jedoch verschieden genug, um einer eigenständigen Gattung anzugehören.
Es besteht also eine gewisse genetische Verwandtschaft zwischen Mylopharodon conocephalus und Ptychocheilus ssp.

## Beschreibung
Der Hardhead hat einen stromlinienförmigen Körper und eine braune, bronzefarbene oder bläuliche Rückenfärbung. Die Flossen können rötlich oder orange gefärbt sein. Mylopharodon conocephalus wird im Durchschnitt 35 Zentimeter lang. Hardheads werden im ersten Lebensjahr oft schon sieben bis acht Zentimeter lang, die Wachstumsgeschwindigkeit verringert sich jedoch in den Folgejahren, so werden sie zum Beispiel 30 Zentimeter lang nach vier Jahren. Im Pit und Feather River erreichen sie diese Größe jedoch durchschnittlich erst nach sechs Jahren. Hardheads aus dem Feather River mit einer Länge von 44 bis 46 Zentimeter sind bereits neun bis 10 Jahre alt. Im Sacramento River werden sie vermutlich noch älter und größer. Die größten Exemplare mit 10 Kilogramm Gewicht und einen Meter Länge stammen aus dem Sacramento River und Russian River.

## Verbreitung
Der Hardhead kommt in Nordamerika endemisch in Kalifornien vor. Dort ist er im Flusssystem des Sacramento River und San Joaquin River, Kern River  im Russian River und Napa River verbreitet. Weiterhin kommt er im Merced Canyon des Yellowstone-Nationalparks vor oder in kleineren Flüssen der kalifornischen Bergregion der Sierra Nevada bis ca. 1.500 Metern
Besonders häufig ist Mylopharodon conocephalus in Stauseen auf mittlerer Höhenlage wir dem Redinger und Kerkhoff Reservoirs im San Joaquin River. Während die Fischart Anfang des 20. Jahrhunderts in Kalifornien noch weit verbreitet war, leben Hardheads heute vielerorts in kleinen isolierten lokalen Populationen.

## Lebensweise
Die Fische leben häufig in Gesellschaft mit Sacramento Pikeminnows oder Sacramento Saugkarpfen
Jungfische halten sich gerne an flachen Strömungskanten, dem Übergang schnellfließender Gewässerabschnitte zu ruhigeren auf. Adulte hingegen bevorzugen die untere Hälfte der Wassersäule.
Der Hardhead bevorzugt tiefe Pools mit Sand- oder Felsgrund von kleinen bis größeren Flüssen des Flachlands oder mittlerer Höhenlagen von 10 bis 1.400 Metern. Darüber hinaus findet man sie auch in klaren Seen und einigen Stauseen. Mylopharodon conocephalus findet sich häufig in Gewässerabschnitten mit mittlerer Fließgeschwindigkeit. Die Wassertemperatur sollte maximal 20 °C betragen, da die Spezies auf hohe Sauerstoffgehalte angewiesen ist. Die ideale Wassertemperatur im Sommer beträgt jedoch 24 bis 28 °C.
Im Britton Reservoir / Shasta County zeigen sich Hardheads oft bewegungslos im Oberflächenwasser, so dass sie dort aufgrund ihres Verhaltens zur bevorzugten Beute von Adlern werden, die in den umliegenden Wäldern nisten.
Während sich Jungfische sich von Kleintieren, Algen oder Wasserpflanzen ernähren, fressen adulte Exemplare auch Wasserschnecken, Insekten wie z. B. Maifliegen und gelegentlich kleinere Beutefische, wie Untersuchungen aus dem Shasta Reservoir zeigen. Ontogenetische Untersuchungen der Zahnstruktur zeigen eine Änderung ihrer Ernährungsgewohnheiten. Die Geschlechtsreife der Fische beginnt mit dem dritten Lebensjahr. Die Laichzeit findet zwischen April und Mai statt, die Fische wandern dann flussaufwärts in die Nebenflüsse. Weibliche Tiere produzieren dabei zwischen 7.000 und 24.000 Eier. Um geeignete Laichgründe zu finden, unternimmt der Hardhead Wanderungen von bis zu 35 Kilometern Länge.

## Nutzung
Der Hardhead hat weder als Speisefisch noch als Sportfisch eine größere Bedeutung.

### Gefährdungssituation
1986 wurde zum „Schutz“ der Edelfischpopulationen von Forellen und pazifischen Lachsen Rotenon in einige kalifornische Fließgewässer eingebracht, um „Bruträuber“ wie den Hardhead zu bekämpfen.
Vielerorts hat sich der Bestand der Fischart jedoch wieder erholt.
Kommen im Gewässer viele eingeschleppte Sonnenbarsche vor, so geht die Population der Hardheads zurück, was auf das bruträuberische Verhalten der Barsche zurückzuführen ist. Sind sie beispielsweise im Upper Lake Britton noch relativ häufig, geht ihre Individuenanzahl im Lower Lake Britton korreliert mit der Anzahl Sonnenbarsche, welche dort ideale Lebensbedingungen finden, zurück. Anthropogene Eingriffe wie Staudammbau und die dadurch veränderte Fließgeschwindigkeit eines Flusses oder eingeführte fremde Fischarten können die Population von Mylopharodon conocephalus beeinträchtigen.